# Musica funebre massonica in do minore K 477
La musica funebre massonica in Do minore K1 477 (K6 479a), in tedesco Maurerische Trauermusik, fu composta da Wolfgang Amadeus Mozart a Vienna tra il mese di luglio e il 10 novembre 1785 ed eseguita la prima volta il 17 novembre dello stesso anno per commemorare la morte di due fratelli massoni  (il duca Giorgio Augusto di Meclemburgo-Strelitz e il conte Franz Esterhazy von Galantha).
Mozart applica qui un tempo di marcia (allusivo alla marcia funebre) al cantus firmus. Scrive Paumgartner: «La severa struttura formale, la scelta accurata e la trattazione degli strumenti, il singolare snodarsi della marcia solenne intorno alla melodia gregoriana [...] conferiscono a questo lavoro un senso di antica grandezza e gli assegnano un posto specialissimo nella produzione di Mozart».

## Dati sull'opera
Catalogo Köchel
- K 477 (K6 479a)

Durata
- circa 5/6 minuti

Movimenti
- Adagio

Organico
- 2 oboi
- 1 clarinetto
- 3 corni di bassetto
- 1 controfagotto
- 2 corni
- archi (violini I e II, viole, violoncelli, contrabbassi)

Luogo e data di composizione
- Vienna, novembre 1785

Prime edizioni a stampa
Autografo